# Muhammad al-Mahdi al-Muntazar
Muhammad al-Mahdi al-Muntazar (arabiska: محمد بن الحسن المهدي المنتظر), även Muhammad ibn Hasan, mystiskt försvunnen vid fem års ålder på 800-talet, var inom islam den siste av de shiitiska tolv imamerna. Han var son till Hasan al-Askari som var den elfte imamen. Imamiterna anser att frälsargestalten Mahdi är knuten till denne imam.

## Historisk bakgrund
Shiaislam styrdes av imamer sedan de först brutit med umayyaderna efter först mordet på Muhammeds svärson Ali år 661 och därefter Slaget vid Karbala 680. De räknade Ali som sin förste imam. Även om det inom shia finns olika uppfattningar kring vilka som ska räknas som imamer, så är tolv-shiiterna den största, och där knyts Mahdi till den tolfte och siste shiaimamen. Denne försvann i det fördolda, ghayba (ockultationen, undandöljandet) år 878 vid blott fem års ålder, eller år 874,  Alla imamer utpekades av den tidigare, och Muhammad al-Mahdi var son till Hasan al-Askari som var deras elfte imam. Filosofin bakom imam Mahdis fördoldhet är att skydda honom från att dö i händerna på förtryckare och tyranner, eftersom han anses vara deras största hot. Imam Mahdis far blev hårt bevakad av tidens kalif, och om hans far skulle få barn skulle barnet dödas. På grund av detta var det bara ett fåtal anhängare till imam Mahdi som såg honom då han var barn.
I och med den helige pojken Muhammad al-Mahdi al-Muntazars försvinnande upphörde imamatets succession. Det gick inte längre att utse Muhammeds rättmätige ersättare. De shiitiska imamerna löste dilemmat med frånvaron genom att hävda att imamen dolde sig; han hade inte dött utan befann sig i ghayba. Muhammad al-Mahdis försvinnande som indelas i lilla ghayba, då han fortfarande meddelade sig i det fördolda via totalt fyra ombud, och stora ghayba, då han ännu lever i det fördolda men inte längre meddelar sig via speciella ombud, vilket så anses vara även idag.

## Födelse och tidiga liv

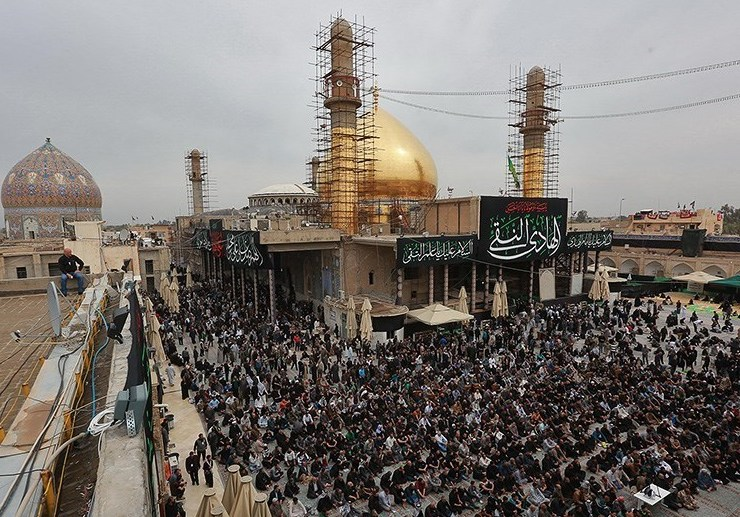
al-Askari-helgedomen i Samarra, Irak, 2017. Det är här den tionde och elfte av de tolv imamerna, Ali al-Hadi och Hasan al-Askari, är begravda.

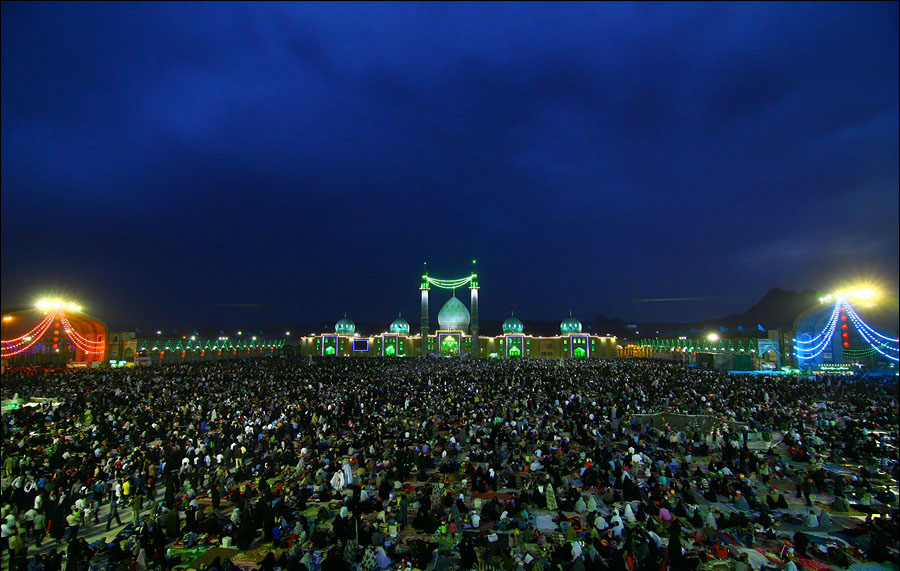
Firande av mid-sha'ban i Jamkaran-moskén i Qom. Imamiterna firar den tolfte shiaimamen Mahdis födelsedag denna dag.

När al-Askari dog utan att lämna en uppenbar arvinge, var de traditioner och förutsägelser som tillskrivits tidigare imamer till stor del grunden för existensen av sonen till al-Askari som den tolfte imamen.
När det gäller detaljerna om hans födelse rapporterar imamitiska källor att sonen till al-Askari föddes omkring 255 (868). Han fick namnet Abu al-Qasim Muhammad, samma namn och kunya som den islamiske profeten, även om han är mer allmänt känd som Muhammad al-Mahdi ('den vägledde'). Hans födelsedatum nämns annorlunda, men de flesta källor verkar vara överens om 15 sha'ban, som firas av shiamuslimer för detta tillfälle. Imamiternas berättelser beskriver att, förutom ett fåtal betrodda medarbetare, hölls existensen av al-Mahdi hemlig eftersom abbasiderna försökte eliminera al-Askaris son, som ihärdiga rykten beskrev som en frälsare. Hussain skriver att spädbarnet ska ha skickats till Medina, där al-Askaris mor bodde.
Födelsen av al-Mahdi jämförs ofta i imamitiska källor med födelsen av Moses i Koranen, som mirakulöst räddades från farao. Som barn-imam jämförs al-Mahdi också ofta med Jesus, eftersom båda ses som Guds bevis (hujja) och båda talade med en vuxens auktoritet medan de fortfarande var barn.

## Den lilla fördoldheten (874–941)
Omedelbart efter al-Askaris död 260 (873–874) hävdade Uthman al-Amri (d. 880) att al-Askari hade en ung son, som hette Muhammad, som hade gått in i ett tillstånd av ockultation (ghayba) på grund av det abbasidiska hotet mot hans liv. Som specialrepresentant för al-Askari hävdade Uthman också att han hade utsetts att representera den elfte imamens son. En shiatradition som tillskrivs den sjätte imamen, Jafar al-Sadiq, säger att detta hot var specifikt för Muhammad al-Mahdi, som förväntades resa sig, till skillnad från hans föregångare som utövade religiös förställning (taqiya) och var politiskt passiva.
Imamitiska källor beskriver att al-Mahdi gjorde sitt enda offentliga framträdande för att leda begravningsbönen för sin far istället för sin farbror Jafar. Det sägs också att ockultationen ägde rum i familjens hem i Samarra, där det för närvarande finns en moské, under vilken det finns en källare (sardab) som döljer en brunn (Bi'r al-Ghayba, ockultationens brunn). I denna brunn sägs al-Mahdi ha försvunnit.

### Det shiitiska samfundet
Vid den tiden var ockultationen av al-Mahdi sannolikt inte en radikal förändring för hans anhängare. De tionde och elfte imamerna var faktiskt redan i praktiken i ockultation för majoriteten av shiamuslimerna, eftersom båda imamerna hölls nästan isolerade i Samarra av de abbasidiska kaliferna. Det verkar också som att idén om ockultation var ett väletablerat koncept för shiamuslimer, och de relaterade traditionerna var redan i cirkulation bland dem. Dessa traditioner förutsåg ockultationen och uppkomsten av en framtida imam, hänvisad till som al-Qaim ('han som kommer resa sig') och mer sällan som al-Mahdi. Dessa traditioner tillägnades olika shiainriktningar under olika perioder. Till exempel användes de av waqifiterna för att hävda att Musa al-Kazim, den sjunde imamen, inte hade dött utan var i ockultation. Ännu tidigare förnekade de nu utdöda kaysaniterna Muhammad ibn al-Hanafiyyas död och väntade på hans återkomst.

## Den stora fördoldheten
Det finns rapporter om att imamen under stora ghayba har meddelat sig genom brev till vissa framstående shiitiska lärda. Enligt boken "Mahdaviyyat, porsesh-ha va pasokh-ha" är det möjligt att träffa imamen i vaket tillstånd ifall imamen anser så vara lämpligt, men eftersom det är i kontrast till grunden att det inte går att se honom under stora ghayba är dessa fall extraordinärt få i antal. Anledningen till att man inte ser imamen är att man begår synder. Hossein Gholampour, från Astan Quds Razavi, sa att vissa lärda anser att den islamiska revolutionen i Iran är den "lilla återkomsten" och att den islamiska revolutionen (i Iran) är Imam Mahdis regerings flaggbärare. Detta antyder att imamen ännu inte visat sig offentligt för hela världen vilket då påstås ske under den "stora återkomsten". I sitt nyårstal år 2020 liknade ayatolla Khamenei den tolfte imamen med skeppets (Irans) kapten.

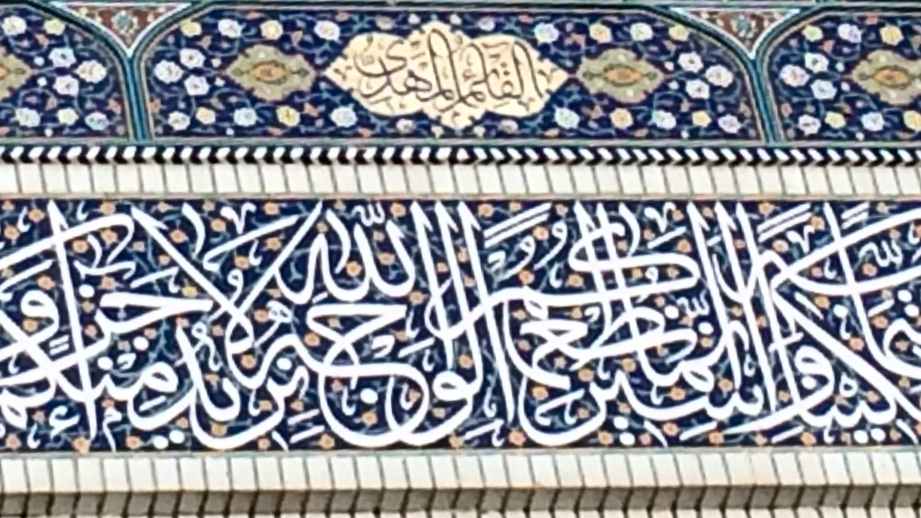
Imam Mahdis namn och titeln al-Qaim skrivet på arabiska i Imam Rezas helgedom i Mashhad.

I shiitisk tradition kallas den tolfte imamen för al-Mahdi eftersom imamiterna menar att han kommer att återvända i framtiden för upprätta ett rättvist islamiskt samhälle, vilket ska ske under den sista tiden innan domedagen. Samfundet vägleds till dess av religiösa specialister (mujtahiderna), de rättslärda (ulama), medan de väntar på att ”räddaren” ska återkomma.

## Den imamitiska läran om fördoldheten

### Orsaker till fördoldheten
Medan det abbasidiska hotet från början kunde ha tvingat al-Mahdi till fördoldhet, fortsätter hans frånvaro enligt imamiternas tro tills de initiala villkoren är uppfyllda för hans återkomst för att upprätta rättvisa och fred på jorden. Ett sådant tillstånd, skriver Sobhani, är mänsklighetens beredskap för den dolda imamens intellektuella och andliga budskap. Utan dessa villkor hävdar han att al-Mahdi kan dödas på samma sätt som hans föregångare. På liknande sätt, gällande frågan om orsaken till fördoldheten, rapporteras al-Baqir ha svarat: "För att förhindra att han dödas." Shiatraditioner lägger till ytterligare två skäl till fördoldheten, nämligen testet för imamens anhängare och deras tro, och undvikande av bördan av lojalitet (bay'a) till tidens orättvisa regenter. Det anses också att den verkliga orsaken till fördoldheten kommer att bli känd först när imamen dyker upp igen, såsom i berättelsen om Musa och al-Khidr, där motivationen för Khidr för hans handlingar inte omedelbart avslöjades för Musa.

### Livslängd
Som svar på sunnimuslimsk kritik och till och med förlöjligande, har shiitiska lärda hävdat att livslängden för den dolda imamen, född omkring 868 e.Kr., inte är orimlig med tanke på Khidrs, Jesus och Dajjals (en annan eskatologisk figur) långa liv, såväl som sekulära rapporter om långlivade personer. Längs dessa linjer betonar Tabatabai al-Mahdis mirakulösa egenskaper och tillägger att hans långa liv, även om det är osannolikt, inte är omöjligt.

### Koranen
| ” | Men det var Vår vilja att visa dessa förnedrade och förtrampade människor Vår särskilda nåd och göra dem till föregångsmän [i tron] och låta dem ärva [de ogudaktigas makt] (Bernströms översättning av Koranen 28:5) | „ |

Ibn Abi 'l-Hadid al-Mu'tazali har i sina kommentarer till Nahj al-Balagha sagt att Ali ibn Abi Talib refererat till koranversen ovan, att Gud enligt versen lovat en imam och ledare som kommer att ha makt över allt land och kommer att få kontroll över alla nationer.
| ” | Det är Han som har sänt Sitt Sändebud med vägledningen och [för att förkunna] den sanna tron som skall föras till seger över all [annan form av] gudstro, hur förhatligt detta än kan vara för dem som sätter medhälpare vid Guds sida. (Bernströms översättning av Koranen 9:33) | „ |

Said ibn Jubayr säger att versen ovan refererar till Mahdi från Fatimas avkomma, att Mahdi är den som enligt versens dekret ska dominera över alla andra religioner.
| ” | dem som tror på [existensen av] det som är dolt för människor, dem som förrättar bönen och som ger åt andra av vad Vi har skänkt dem för deras försörjning (Bernströms översättning av Koranen 2:3) | „ |

Ibn Babawayh har återberättat en hadith från shiaimamen Jafar al-Sadiq i vilken han bland annat sa att "det dolda" i versen ovan, är det avgörande beviset som kommer att vara dolt. Det stödjande beviset för denna förklaring är vers 10:20 i vilken det står: "OCH DE säger: "Varför har han inte fått ett tecken från sin Herre?" Säg [till dem]: "Gud ensam äger kunskapen om det som är dolt för människor. Vänta därför [på Guds avgörande]. Jag skall vänta med er."" I en annan hadith sa imam Sadiq att "de som tror på det dolda" är de som tror och vittnar om att Qaims (den tolfte imamens) resning är sanningen.
| ” | ...Var ni än befinner er skall Gud samla er... (En del av Bernströms översättning av Koranen 2:148) | „ |

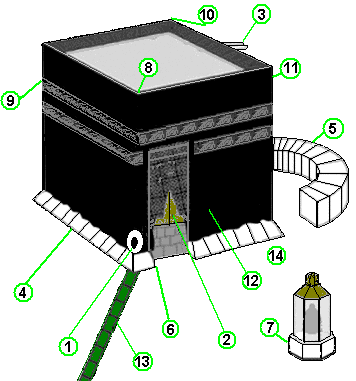
Enligt shiitiska återberättelser kommer Mahdi att framträda i Masjid al-Haram mellan Rukn Yamani (den jemenitiska pelaren) och den svarta stenen (nummer 11 och 1 på bilden) och Abrahams position (Maqam Ibrahim, markerad med nummer 7 på bilden).

I relation till versen ovan har det nämnts traditioner från shiaimamer om att när den tolfte imamen manifesterar sig för världen, kommer Gud att samla alla shia och anhängare till Mahdi från olika delar av världen på ett ögonblick.

### Återkomst
Strax före domedagen, på befallning av Gud, kommer al-Mahdi att återvända för att leda rättfärdighetens krafter mot ondskans krafter i ett apokalyptiskt krig som i slutändan ska upprätta fred och rättvisa på jorden, enligt imamiterna. Han ses också av imamiterna som återställaren av sann islam. I sitt uppdrag kommer al-Mahdi att få hjälp av Jesus, som kommer att döda Dajjal (antikrist) enligt vissa islamiska återberättelser. al-Mahdi ska också åtföljas av 313 lojala anhängare, deras antal identiskt med antalet muslimska krigare i slaget vid Badr. Han förväntas återuppstå som en ung man i besittning av relikerna från de tidigare profeterna, som Moses stav och ark. Tidpunkten för hans återkomst är dock okänd, och shiitiska hadither förbjuder uttryckligen brådska (isti'jal) och fastställande av tid (tawqit) för hans återkomst. Brådska gällande återkomsten anses vara överdrivet insisterande för återkomsten utan att det finns rätt grunder, villkor och omständigheter för den. Enligt en återberättelse från den sjätte shiaimamen al-Sadiq måste den som önskar tillhöra al-Qaims följeslagare vänta [på återkomsten intensivt], och agera med fromhet och gott uppförande. En sådan person är en [sann] väntare.

#### Tecken på imamens återkomst

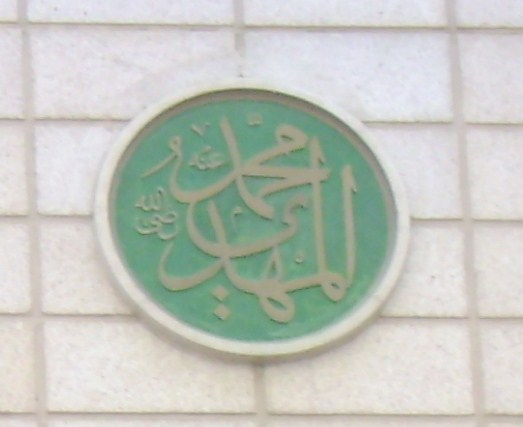
"Muhammad al-Mahdi (må Gud vara nöjd med honom)" står det på arabiska i Masjid an-Nabawi i Medina.

Tecken om imamens återkomst har delats in i definitiva och preliminära tecken. Enligt hadither finns det fem tecken som anses vara definitiva och som alltså med säkerhet kommer att äga rum i samband med att imamen visar sig för hela världen. Dessa fem säkra tecken är: (1) att en ond person som heter Sufyani kommer att träda fram, (2) att ett gudomligt rop samt ett djävulskt rop kommer att höras från himlen, (3) att solen kommer gå upp från väst, (4) att ett civilt krig i falskhetens armé kommer att äga rum (5) att "al-Nafs al-Zakiyya" (den rena personen) kommer att dödas. Sufyani är en man som härstammar från Abu Sufyan (Muawiya I:s far). Ett annat säkert tecken som nämnts är att marken kommer att kollapsa i al-Bayda, som är ett område mellan Mecka och Medina. Tydligen kommer Sufyanis armé att komma hit med avsikt att kriga mot imamen, och sjunka ned i marken där. Ett ytterligare säkert tecken som nämnts i shiitiska böcker är att Dajjal kommer att träda fram. Men i sunnitiska böcker räknas detta som ett tecken på att domedagen kommer. Dajjal är en person som lurar många människor med häpnadsväckande saker. Jesus kommer att döda honom på en plats i Levanten. Det finns flera åsikter om vem eller vad Dajjal är. En grupp anser honom vara en rörelse och inte en person.
Några preliminära tecken som eventuellt kan äga rum i samband med imamens återkomst, och som nämnts i hadither, är att en man från profetens familj startar en revolution, att svarta flaggor reser sig i Khorasan och att det blir ett världskrig.

### Källhänvisningar
1. 1 2  Wibeck, Sören (2003) Religionernas historia. Om tro, hänförelse och konflikter, s 232. Lund: Historiska media.
2. ↑  Ewald, Stefan (huvudförfattare) (1990, sv upplaga 1996). Religionslexikonet. Stockholm: Bokförlaget Forum. sid. 325. ISBN 91-37-11539-1
3. ↑  Jan Hjärpe (2004). 99 frågor om islam.
4. ↑  Masjid, 2004. ”"Mahdi" i The 12 Imams”. Knowledge of Reality Magazine 1996-2006. http://www.sol.com.au/kor/13_02.htm. Läst 18 oktober 2011.
5. ↑  Misbah Yazdi, Mohammad Taqi (2020-03-05). Theological Instructions. sid. 301
6. ↑  ”The Underground Activities of the Twelth Imam as seen in the Actions of the Saf’irs” (på engelska). Al-Islam.org. 23 januari 2013. https://www.al-islam.org/occultation-twelfth-imam-historical-background-jassim-m-hussain/underground-activities-twelth-imam. Läst 24 april 2019.
7. 1 2  Bæk Simonsen, Jørgen (1994). Islamlexikonet. Forum. ISBN 91-37-10552-3
8. 1 2  Hussain 1986, s. 70.
9. 1 2 3  Momen 1985, s. 161.
10. ↑  Donaldson 1933, s. 229.
11. ↑  Tabatabai 1975, s. 185.
12. ↑  Gleave 2004.
13. 1 2  Modarressi 1993, s. 77.
14. 1 2  Amir-Moezzi 2007.
15. ↑  Sachedina 1981, s. 39–40.
16. ↑  Hussain 1986, s. 75.
17. ↑  Sachedina 1981, s. 72.
18. ↑  Sachedina 1981, s. 74.
19. 1 2 3  Momen 1985, s. 162–163.
20. ↑  Klemm 2007.
21. 1 2  Momen 1985, s. 162.
22. ↑  Sachedina 1981, s. 104.
23. ↑  Daftary 2013, s. 88.
24. ↑  Donaldson 1933, s. 234.
25. ↑  Momen 1985, s. 161–162.
26. ↑  Donaldson 1933, s. 233.
27. ↑  Glassé 2008.
28. 1 2  Modarressi 1993, s. 87–88.
29. 1 2 3 4  Amir-Moezzi 1998.
30. ↑  Modarressi 1993, s. 89.
31. ↑  Sachedina 1981, s. 61.
32. 1 2  Madelung 2022.
33. ↑  Sachedina 1981, s. 151.
34. ↑  ”The Major Occultation” (på engelska). Al-Islam.org. 13 december 2016. https://www.al-islam.org/life-imam-al-mahdi-baqir-shareef-al-qurashi/major-occultation. Läst 24 april 2019.
35. ↑  ”پاسخ آیت‌الله بهجت درباره دیدار امام زمان” (på persiska). مشرق نیوز. 27 februari 2015. https://www.mashreghnews.ir/news/393043/پاسخ-آیت-الله-بهجت-درباره-دیدار-امام-زمان. Läst 26 april 2019. ISBN 9789649610566.
36. ↑  ”Islamic Research Foundation holds intl. conference on ‘Islamic Revolution, Prelude to Reappearance of Imam Mahdi (AS)’”. globe.aqr.ir. https://globe.aqr.ir/portal/Home/ShowPage.aspx?Object=NEWS&ID=d09c8b1e-9367-423d-a930-eb4a525c5ec7&WebPartID=dc39a6c8-325c-4c0a-a8f1-6cd4560c875f&CategoryID=c8c29bee-f0ec-4d40-bdae-862dc1e1e38d. Läst 24 april 2019.[död länk]
37. ↑  ”Leader calls for ‘jump in production’ as Iran rings in new year” (på engelska). PressTV. Arkiverad från originalet den 20 mars 2020. https://web.archive.org/web/20200320085658/https://www.presstv.com/Detail/2020/03/20/621233/Ayatollah-Khamenei-Iran-New-year. Läst 20 mars 2020.
38. ↑  Michael Gilsenan (2006). Recognizing Islam.
39. ↑  Sobhani 2001, s. 118–119.
40. ↑  Modarressi 1993, s. 96–97.
41. ↑  Sachedina 1981, s. 102.
42. 1 2  Sachedina 1981, s. 104
43. ↑  Goldziher 1981, s. 201.
44. ↑  Tabatabai 1975, s. 194.
45. ↑  ”Koranens budskap”. koranensbudskap.se. Arkiverad från originalet den 31 mars 2022. https://web.archive.org/web/20220331105802/http://koranensbudskap.se/translations.aspx?chapterID=28&verseNr=5&langID=. Läst 15 oktober 2021.
46. 1 2  ”Chapter 1” (på engelska). www.al-islam.org. 21 maj 2018. https://www.al-islam.org/al-mahdi-sayyid-sadruddin-sadr/chapter-1. Läst 15 oktober 2021.
47. ↑  ”Koranens budskap”. koranensbudskap.se. Arkiverad från originalet den 18 oktober 2021. https://web.archive.org/web/20211018141839/http://koranensbudskap.se/translations.aspx?chapterID=9&verseNr=33&langID=. Läst 18 oktober 2021.
48. ↑  ”Koranens budskap”. koranensbudskap.se. Arkiverad från originalet den 18 oktober 2021. https://web.archive.org/web/20211018143658/http://koranensbudskap.se/translations.aspx?chapterID=2&verseNr=3&langID=. Läst 18 oktober 2021.
49. ↑  ”Koranens budskap”. koranensbudskap.se. Arkiverad från originalet den 18 oktober 2021. https://web.archive.org/web/20211018143658/http://koranensbudskap.se/translations.aspx?chapterID=10&verseNr=20&langID=. Läst 18 oktober 2021.
50. ↑  Baḥrānī, Hāshim ibn Sulaymān (2006) (på engelska). The Qaem in the Quran. Shiabooks. ISBN 978-0-9781478-0-8. https://books.google.com/books?id=rgvLEIWEeAYC&lpg=PP5&dq=mahdi%20in%20quran&hl=sv&pg=PA1. Läst 18 oktober 2021
51. ↑  Baḥrānī, Hāshim ibn Sulaymān (2006) (på engelska). The Qaem in the Quran. Shiabooks. ISBN 978-0-9781478-0-8. https://books.google.com/books?id=rgvLEIWEeAYC&lpg=PP5&dq=mahdi%20in%20quran&hl=sv&pg=PA2. Läst 18 oktober 2021
52. ↑  ”Koranens budskap”. koranensbudskap.se. Arkiverad från originalet den 18 oktober 2021. https://web.archive.org/web/20211018201513/http://koranensbudskap.se/translations.aspx?chapterID=2&verseNr=148&langID=. Läst 18 oktober 2021.
53. ↑  Halm, Shi'ism, 38.
54. ↑  ”The Soldiers of Imam al-Mahdi (‘atfs)” (på engelska). www.al-islam.org. 12 september 2012. https://www.al-islam.org/overview-mahdis-atfs-government-najmuddin-tabasi/soldiers-imam-al-mahdi-atfs. Läst 18 oktober 2021.
55. ↑  Momen 1985, s. 166.
56. ↑  Sachedina 1981, s. 171.
57. ↑  Sachedina 1981, s. 150.
58. ↑  ”منافات دعای فرج با روایات «نهی از عجله در ظهور»؟!” (på persiska). آیین رحمت. 24 juni 2018. https://makarem.ir/fa/article/index/411240/%D9%85%D9%86%D8%A7%D9%81%D8%A7%D8%AA-%D8%AF%D8%B9%D8%A7%DB%8C-%D9%81%D8%B1%D8%AC-%D8%A8%D8%A7-%D8%B1%D9%88%D8%A7%DB%8C%D8%A7%D8%AA-%C2%AB%D9%86%D9%87%DB%8C-%D8%A7%D8%B2-%D8%B9%D8%AC%D9%84%D9%87-%D8%AF%D8%B1-%D8%B8%D9%87%D9%88%D8%B1%C2%BB%D8%9F!. Läst 19 februari 2024.
59. ↑  ”Chapter 6: Awaiting The Reappearance, The Dawn Is Near”. al-islam.org. https://www.al-islam.org/dawn-near/chapter-6-awaiting-reappearance. Läst 19 februari 2024.
60. ↑  ”What are the signs of the reappearance of Imam Mahdi (atf) and the events that shall take place thereupon? - Questions Archive” (på brittisk engelska). IslamQuest is a reference for Islamic questions on the internet. https://www.islamquest.net/en/archive/question/fa3578. Läst 26 mars 2020.
61. ↑  ”علائم نهایی پیش از ظهور امام زمان(ع)”. hawzah.net. https://hawzah.net/fa/Question/View/12034/%D8%B9%D9%84%D8%A7%D8%A6%D9%85-%D9%86%D9%87%D8%A7%DB%8C%DB%8C-%D9%BE%DB%8C%D8%B4-%D8%A7%D8%B2-%D8%B8%D9%87%D9%88%D8%B1-%D8%A7%D9%85%D8%A7%D9%85-%D8%B2%D9%85%D8%A7%D9%86(%D8%B9). Läst 26 mars 2020.
62. ↑  ”What does Shia doctrine say about the awaited Mahdi? - Questions Archive” (på brittisk engelska). IslamQuest is a reference for Islamic questions on the internet. Arkiverad från originalet den 26 mars 2022. https://web.archive.org/web/20220326052716/http://www.islamquest.ir/en/archive/fa1375. Läst 1 april 2020.